# Liste de batailles du XVIIIe siècle

Cette page donne une liste de batailles du XVIIIe siècle.
Si vous écrivez un article de description d'une bataille, vous pouvez suivre le modèle d'Article de bataille déjà élaboré. L'encyclopédie y gagnera en homogénéité, et l'article sera immédiatement clair.
- Liste de batailles navales
- Liste de batailles
- Liste de guerres

## Europe
| Bataille                                  | Date(s)                       | Lieu                                                        | Résumé                                                                                             |
| ----------------------------------------- | ----------------------------- | ----------------------------------------------------------- | -------------------------------------------------------------------------------------------------- |
| Guerre de Succession d'Espagne            |                               |                                                             | |
| Bataille de Carpi                         | 9 juillet 1701                | Carpi (Italie)                                              | Victoire des Autrichiens sur les Français                                                          |
| Bataille de Chiari                        | 1er septembre 1701            | Chiari, Italie                                              | Victoire des Autrichiens sur les Français                                                          |
| Bataille de Crémone                       | 1er février 1702              | Crémone, Italie                                             | Bataille indécise entre Autrichiens et Français                                                    |
| Bataille de Luzzara                       | 15 août 1702                  | Luzzara, Italie                                             | Bataille indécise entre Autrichiens et Français                                                    |
| Bataille de Cadix (1702)                  | 23 août-30 septembre 1702     | Cadix                                                       | Victoire des Espagnols sur les Anglais et les Néerlandais                                          |
| Bataille de Friedlingen                   | 14 octobre 1702               | Fribourg-en-Brisgau, Allemagne                              | Victoire des Français sur les Autrichiens                                                          |
| Bataille navale de Vigo                   | 23 octobre 1702               | au large de Vigo (Espagne)                                  | Victoire navale des Anglais et des Néerlandais sur les Français et les Espagnols                   |
| Bataille d'Ekeren                         | 30 juin 1703                  | Ekeren, Belgique                                            | Victoire des Français sur les Néerlandais                                                          |
| Bataille de Höchstädt                     | 20 septembre 1703             | Höchstädt, Allemagne                                        | Victoire des Français et des Bavarois sur les Autrichiens                                          |
| Bataille de Spire                         | 15 novembre 1703              | ouest de Spire                                              | Victoire des Français sur les Hessois et les Néerlandais                                           |
| Bataille de Schellenberg                  | 2 juillet 1704                | Donauworth, Allemagne                                       | Victoire des Anglais, des Néerlandais et des Autrichiens sur les Français et les Bavarois          |
| Bataille de Blenheim                      | 13 août 1704                  | près de Dillingen (Bavière)                                 | Victoire décisive des Anglais, des Autrichiens et des Néerlandais sur les Français et les Bavarois |
| Bataille navale de Vélez-Málaga           | 24 août 1704                  | au large de Malaga, Espagne                                 | Bataille navale indécise entre les Français et les Anglo-Néerlandais                               |
| Prise de Vieux-Brisach                    | Novembre 1704                 | Vieux-Brisach, Allemagne                                    | Victoire des Français                                                                              |
| Bataille d'Eliksem                        | 18 juillet 1705               | Alincourt, Belgique                                         | Victoire des Anglais et des Néerlandais sur les Français                                           |
| Bataille de Cassano                       | 16 août 1705                  | Cassano d'Adda, Italie                                      | Victoire des Français sur les Autrichiens et les Prussiens                                         |
| Bataille de Calcinato                     | 19 avril 1706                 | Calcinato, Italie                                           | Victoire des Français et des Espagnols sur les Autrichiens                                         |
| Bataille de Ramillies                     | 23 mai 1706                   | Ramillies (Belgique)                                        | Victoire décisive des Anglais et des Néerlandais sur les Français et les Bavarois                  |
| Bataille de Turin                         | 7 septembre 1706              | ouest de Turin, Italie                                      | Victoire des Autrichiens, des Savoyards et des Prussiens sur les Français et les Espagnols         |
| Bataille d'Almansa                        | 25 avril 1707                 | Almansa, Espagne                                            | Victoire des Français et des Espagnols sur les Anglais, les Néerlandais et les Portugais           |
| Siège de Toulon                           | 29 juillet-21 août 1707       | Toulon, Var                                                 | Victoire des Français et des Espagnols sur les Autrichiens et les Savoyards                        |
| Bataille d'Audenarde                      | 11 juillet 1708               | Audenarde, Belgique                                         | Victoire décisive des Britanniques, des Autrichiens et des Néerlandais sur les Français            |
| Bataille de Wijnendale                    | 28 septembre 1708             | près de Thourout, Belgique                                  | Victoire des Britanniques sur les Français                                                         |
| Siège de Lille                            | 28 juillet-28 octobre 1708    | Lille, Nord                                                 | Victoire des Britanniques, des Autrichiens et des Néerlandais sur les Français                     |
| Bataille de la Gudiña                     | 7 mai 1709                    | La Gudiña, près de Badajoz, Espagne                         | Victoire des Espagnols sur les Anglais et les Portugais                                            |
| Bataille de Malplaquet                    | 11 septembre 1709             | Taisnières-sur-Hon, Nord                                    | Bataille indécise entre les Français et les Austro-Néerlando-Britanniques                          |
| Bataille d'Almenar                        | 27 juillet 1710               | près de Balaguer, Espagne                                   | Victoire des Britanniques, des Autrichiens et des Néerlandais sur les Espagnols                    |
| Bataille de Saragosse                     | 20 août 1710                  | Saragosse, Espagne                                          | Victoire des Britanniques, des Autrichiens et des Néerlandais sur les Espagnols                    |
| Bataille de Brihuega                      | 8 décembre 1710               | Brihuega, Espagne                                           | Victoire des Français et des Espagnols sur les Britanniques                                        |
| Bataille de Villaviciosa                  | 10 décembre 1710              | Villaviciosa de Tajuña, Espagne                             | Victoire des Français et des Espagnols sur les Autrichiens                                         |
| Bataille de Denain                        | 24 juillet 1712               | Denain, Nord                                                | Victoire décisive des Français sur les Autrichiens et les Néerlandais                              |
| Siège de Barcelone                        | juillet 1713 - septembre 1714 | Barcelone, Espagne                                          | Victoire des Français et des Espagnols sur les Autrichiens                                         |
| Grande guerre du Nord                     |                               |                                                             | |
| Bataille de Daugava                       | 9 juillet 1701                | près de Riga, Lettonie                                      | Victoire des Suédois sur les Saxons et les Polonais                                                |
| Bataille de Kliszów                       | 19 juillet 1702               | sud de Kielce, Pologne                                      | Victoire des Suédois sur les Saxons et les Polonais                                                |
| Bataille de Hummelshof                    | 29 juillet 1702               | Hummuli, Estonie                                            | Victoire des Russes sur les Suédois                                                                |
| Bataille de Jēkabpils                     | 5 août 1704                   | Jēkabpils, Lettonie                                         | Victoire des Suédois sur les Polonais et les Russes                                                |
| Siège de Narva                            | 27 juin-9 août 1704           | Narva, Estonie                                              | Victoire des Russes sur les Suédois                                                                |
| Bataille de Gemauerthof                   | 16 juillet 1705               | sud-ouest de Riga, Lettonie                                 | Victoire des Suédois sur les Russes                                                                |
| Bataille de Fraustadt                     | 13 février 1706               | Wschowa, Pologne                                            | Victoire décisive des Suédois sur les Saxons et les Russes                                         |
| Bataille d'Holowczyn                      | 14 juillet 1708               | Holowczyn, Biélorussie                                      | Victoire des Suédois sur les Russes                                                                |
| Bataille de Lesnaya                       | 28 septembre 1708             | sud-est de Moguilev, Biélorussie                            | Victoire des Russes sur les Suédois                                                                |
| Bataille de Poltava                       | 8 juillet 1709                | Poltava, Ukraine                                            | Victoire décisive des Russes sur les Suédois                                                       |
| Bataille d'Helsingborg                    | 10 mars 1710                  | Helsingborg, Suède                                          | Victoire des Suédois sur les Danois                                                                |
| Bataille de Gadebusch                     | 9 décembre 1712               | Gadebusch, Allemagne                                        | Victoire des Suédois sur les Danois et les Saxons                                                  |
| Bataille de Storkyro                      | 2 mars 1714                   | Isokyrö, Finlande                                           | Victoire des Russes sur les Suédois                                                                |
| Siège de Stralsund                        | 12 juillet-24 décembre 1715   | Stralsund, Allemagne                                        | Victoire des Prussiens, des Danois et des Saxons sur les Suédois                                   |
| Bataille de l'île d'Ösel                  | 4 juin 1719                   | au large de Saaremaa, Estonie                               | Victoire navale des Russes sur les Suédois                                                         |
| Guerre austro-turque (1716-1718)          |                               |                                                             | |
| Bataille de Peterwardein                  | 5 août 1716                   | Petrovaradin, Serbie                                        | Victoire décisive des Autrichiens sur les Ottomans                                                 |
| Siège de Belgrade                         | 16 juillet-17 août 1717       | Belgrade, Serbie                                            | Victoire des Autrichiens sur les Ottomans                                                          |
| Guerre de la Quadruple-Alliance           |                               |                                                             | |
| Bataille du cap Passaro                   | 11 août 1718                  | Cap Passaro, Sicile                                         | Victoire navale décisive des Britanniques sur les Espagnols                                        |
| Bataille de Milazzo                       | 15 octobre 1718               | Milazzo, Sicile                                             | Victoire des Espagnols sur les Autrichiens                                                         |
| Bataille de Francavilla                   | 20 juin 1719                  | Francavilla di Sicilia, Sicile                              | Victoire des Espagnols sur les Autrichiens                                                         |
| Guerre de Succession de Pologne           |                               |                                                             | |
| Siège de Dantzig                          | 22 février-9 juillet 1734     | Gdańsk, Pologne                                             | Victoire des Russes et des Saxons sur les Français et les Polonais                                 |
| Bataille de Bitonto                       | 25 mai 1734                   | Bitonto, Italie                                             | Victoire des Espagnols sur les Autrichiens                                                         |
| Bataille de San Pietro                    | 29 juin 1734                  | Parme, Italie                                               | Victoire des Français et des Sardes sur les Autrichiens                                            |
| Bataille de Guastalla                     | 19 septembre 1734             | Guastalla, Italie                                           | Victoire des Français et des Sardes sur les Autrichiens                                            |
| Guerre russo-turque de 1735-1739          |                               |                                                             | |
| Bataille de Grocka (en)                   | 22 juillet 1739               | près de Belgrade, Serbie                                    | Victoire décisive des Ottomans sur les Autrichiens                                                 |
| Guerre russo-suédoise de 1741-1743        |                               |                                                             | |
| Bataille de Vilmanstrand                  | 23 août 1741                  | Lappeenranta, Finlande                                      | Victoire des Russes sur les Suédois                                                                |
| Guerre de Succession d'Autriche           |                               |                                                             | |
| Bataille de Mollwitz                      | 10 avril 1741                 | près de Brzeg, Pologne                                      | Victoire des Prussiens sur les Autrichiens                                                         |
| Bataille de Chotusitz                     | 17 mai 1742                   | Chotusice, République tchèque                               | Victoire des Prussiens sur les Autrichiens                                                         |
| Bataille de Camposanto                    | 8 février 1743                | Camposanto, Italie                                          | Victoire des Autrichiens et des Sardes sur les Espagnols                                           |
| Bataille de Dettingen                     | 27 juin 1743                  | Arrondissement d'Aschaffenbourg, Bavière                    | Victoire des Britanniques et des Autrichiens sur les Français                                      |
| Bataille du cap Sicié                     | 22 février 1744               | au large de Toulon, Var                                     | Victoire navale des Français et des Espagnols sur les Britanniques                                 |
| Bataille de Pierrelongue                  | 19 juillet 1744               | près de Bellino, Italie                                     | Victoire des Français sur les Sardes                                                               |
| Bataille de Velletri                      | 12 août 1744                  | Velletri, Italie                                            | Victoire des Espagnols sur les Autrichiens                                                         |
| Bataille de la Madonne de l'Olmo          | 30 septembre 1744             | près de Coni, Italie                                        | Victoire tactique des Français et des Espagnols sur les Sardes                                     |
| Bataille de Pfaffenhofen                  | 15 avril 1745                 | Pfaffenhofen an der Ilm, Allemagne                          | Victoire des Autrichiens sur les Français et les Bavarois                                          |
| Bataille de Fontenoy                      | 11 mai 1745                   | Fontenoy (Belgique)                                         | Victoire décisive des Français sur les Britanniques, les Autrichiens et les Néerlandais            |
| Bataille de Hohenfriedberg                | 4 juin 1745                   | Dobromierz (Pologne)                                        | Victoire décisive des Prussiens sur les Autrichiens et les Saxons                                  |
| Bataille de Bassignana                    | 27 septembre 1745             | Bassignana, Italie                                          | Victoire des Français et des Espagnols sur les Sardes                                              |
| Bataille de Soor                          | 30 septembre 1745             | près de Trutnov, République tchèque                         | Victoire des Prussiens sur les Autrichiens                                                         |
| Bataille de Kesselsdorf                   | 15 décembre 1745              | Wilsdruff, Allemagne                                        | Victoire des Prussiens sur les Saxons et les Autrichiens                                           |
| Bataille de Plaisance                     | 16 juin 1746                  | Plaisance (Italie)                                          | Victoire des Autrichiens sur les Français et les Espagnols                                         |
| Bataille de Rocourt                       | 11 octobre 1746               | Rocourt, Belgique                                           | Victoire des Français sur les Britanniques et les Néerlandais                                      |
| Bataille du cap Finisterre (mai 1747)     | 14 mai 1747                   | Cap Finisterre, Espagne                                     | Victoire navale des Britanniques sur les Français                                                  |
| Bataille de Lauffeld                      | 2 juillet 1747                | Riemst, Belgique                                            | Victoire des Français sur les Britanniques et les Néerlandais                                      |
| Bataille d'Assietta                       | 19 juillet 1747               | Val de Suse, Italie                                         | Victoire décisive des Sardes sur les Français                                                      |
| Siège de Berg-op-Zoom                     | juillet-septembre 1747        | Berg-op-Zoom, Pays-Bas                                      | Victoire des Français sur les Néerlandais                                                          |
| Bataille du cap Finisterre (octobre 1747) | 25 octobre 1747               | Cap Finisterre, Espagne                                     | Victoire navale des Britanniques sur les Français                                                  |
| Seconde rébellion jacobite                |                               |                                                             | |
| Bataille de Prestonpans                   | 21 septembre 1745             | est d'Édimbourg, Écosse                                     | Victoire des Jacobites sur les Hanovre                                                             |
| Bataille de Falkirk                       | 17 janvier 1746               | Falkirk, Écosse                                             | Victoire des Jacobites sur les Hanovre                                                             |
| Bataille de Culloden                      | 16 avril 1746                 | Culloden, est d'Inverness (Écosse)                          | Victoire décisive des Hanovre sur les Jacobites                                                    |
| Guerre de Sept Ans                        |                               |                                                             | |
| Bataille de Minorque                      | 20 mai 1756                   | au large de Minorque                                        | Victoire navale des Français sur les Britanniques                                                  |
| Bataille de Lobositz                      | 1er octobre 1756              | Lovosice, République tchèque                                | Victoire des Prussiens sur les Autrichiens                                                         |
| Bataille de Reichenberg                   | 21 avril 1757                 | Liberec, République tchèque                                 | Victoire des Prussiens sur les Autrichiens                                                         |
| Bataille de Prague                        | 6 mai 1757                    | Prague, République tchèque                                  | Victoire tactique des Prussiens sur les Autrichiens mais échec stratégique                         |
| Bataille de Kolin                         | 18 juin 1757                  | Kolín, République tchèque                                   | Victoire des Autrichiens sur les Prussiens                                                         |
| Bataille de Hastenbeck                    | 26 juillet 1757               | près de Hamelin (Allemagne)                                 | Victoire des Français sur les Hanovriens et les Hessois                                            |
| Bataille de Gross-Jägersdorf              | 30 août 1757                  | près de Tcherniakhovsk, Russie                              | Victoire des Russes sur les Prussiens                                                              |
| Bataille de Moys                          | 7 septembre 1757              | Görlitz, Allemagne                                          | Victoire des Autrichiens sur les Prussiens                                                         |
| Bataille de Rossbach                      | 5 novembre 1757               | près de Mersebourg, Allemagne                               | Victoire décisive des Prussiens sur les Français et les Autrichiens                                |
| Bataille de Breslau                       | 22 novembre 1757              | Wrocław, Pologne                                            | Victoire des Autrichiens sur les Prussiens                                                         |
| Bataille de Leuthen                       | 5 décembre 1757               | Lutynia, Pologne                                            | Victoire décisive des Prussiens sur les Autrichiens                                                |
| Bataille de Krefeld                       | 23 juin 1758                  | Krefeld, Allemagne                                          | Victoire des Hanovriens et des Hessois sur les Français                                            |
| Bataille de Domstadtl                     | 30 juin 1758                  | près d'Olomouc, République tchèque                          | Victoire des Autrichiens sur les Prussiens                                                         |
| Bataille de Zorndorf                      | 25 août 1758                  | Sarbinowo, Pologne                                          | Bataille indécise entre Russes et Prussiens                                                        |
| Bataille de Saint-Cast                    | 11 septembre 1758             | près de Saint-Malo, Ille-et-Vilaine                         | Victoire des Français sur les Britanniques                                                         |
| Bataille de Lutzelberg                    | 10 octobre 1758               | Arrondissement de Göttingen, Allemagne                      | Victoire des Français sur les Hanovriens et les Hessois                                            |
| Bataille de Hochkirch                     | 14 octobre 1758               | Hochkirch, Allemagne                                        | Victoire des Autrichiens sur les Prussiens                                                         |
| Bataille de Bergen                        | 13 avril 1759                 | Bergen en Rügen                                             | Victoire des Français sur les Hanovriens et les Hessois                                            |
| Bataille de Kay                           | 23 juillet 1759               | près de Sulechów, Pologne                                   | Victoire des Russes sur les Prussiens                                                              |
| Bataille de Minden                        | 1er août 1759                 | Minden, Allemagne                                           | Victoire des Britanniques et des Hanovriens sur les Français                                       |
| Bataille de Kunersdorf                    | 12 août 1759                  | Kunowice, Pologne                                           | Victoire décisive des Russes et des Autrichiens sur les Prussiens                                  |
| Bataille de Lagos                         | 19 août 1759                  | au large de Lagos (Portugal)                                | Victoire navale des Britanniques sur les Français                                                  |
| Bataille des Cardinaux                    | 20 novembre 1759              | Baie de Quiberon, Morbihan                                  | Victoire navale des Britanniques sur les Français                                                  |
| Bataille de Maxen                         | 21 novembre 1759              | Maxen, Saxe                                                 | Victoire des Autrichiens sur les Prussiens                                                         |
| Bataille de Meissen                       | 4 décembre 1759               | Meissen, Allemagne                                          | Victoire des Autrichiens sur les Prussiens                                                         |
| Bataille de Landshut                      | 23 juin 1760                  | Kamienna Góra, Pologne                                      | Victoire des Autrichiens sur les Prussiens                                                         |
| Bataille d'Emsdorf                        | 14 juillet 1760               | Emsdorf, Hesse                                              | Victoire des Britanniques, des Hanovriens et des Hessois sur les Français                          |
| Bataille de Warburg                       | 31 juillet 1760               | Warburg, Allemagne                                          | Victoire des Britanniques, des Hanovriens et des Hessois sur les Français                          |
| Bataille de Legnica                       | 15 août 1760                  | Legnica, Pologne                                            | Victoire des Prussiens sur les Autrichiens                                                         |
| Bataille de Rhadern                       | 13 septembre 1760             | Entre Rhadern (de) et Münden (Lichtenfels) (de) (Allemagne) | Victoire des Français sur les Prussiens et les Hanovriens                                          |
| Bataille de Kloster Kampen                | 15 octobre 1760               | près de Wesel, Allemagne                                    | Victoire des Français sur les Britanniques, les Prussiens et les Hanovriens                        |
| Bataille de Torgau                        | 3 novembre 1760               | Torgau, Allemagne                                           | Victoire des Prussiens sur les Autrichiens                                                         |
| Bataille de Villinghausen                 | 15-16 juillet 1761            | près de Hamm, Allemagne                                     | Victoire des Britanniques, des Prussiens et des Hanovriens sur les Français                        |
| Bataille de Wilhelmsthal                  | 24 juin 1762                  | près de Calden, Allemagne                                   | Victoire des Britanniques, des Prussiens, des Hanovriens et des Hessois sur les Français           |
| Bataille de Burkersdorf                   | 21 juillet 1762               | près de Świdnica, Pologne                                   | Victoire des Prussiens sur les Autrichiens                                                         |
| Bataille de Freiberg                      | 29 octobre 1762               | Freiberg (Saxe)                                             | Victoire décisive des Prussiens sur les Autrichiens                                                |
| Révolte de la Corse                       |                               |                                                             | |
| Bataille de Borgo                         | 8 octobre 1768                | Borgo, Haute-Corse                                          | Victoire des Corses sur les Français                                                               |
| Bataille de Ponte-Novo                    | 8-9 mai 1769                  | Ponte-Novo, Haute-Corse                                     | Victoire des Français sur les Corses                                                               |
| Guerre russo-turque de 1768-1774          |                               |                                                             | |
| Bataille d'Aspindza                       | 20 avril 1770                 | Aspindza, Géorgie                                           | Victoire des Géorgiens sur les Ottomans                                                            |
| Bataille de Tchesmé                       | 6 juillet 1770                | Chios, Grèce                                                | Victoire navale décisive des Russes sur les Ottomans                                               |
| Bataille de Kagul                         | 21 juillet 1770               | Cahul, Moldavie                                             | Victoire décisive des Russes sur les Ottomans                                                      |
| Quatrième guerre anglo-néerlandaise       |                               |                                                             | |
| Bataille du Dogger Bank                   | 5 août 1781                   | Dogger Bank                                                 | Victoire navale des Britanniques sur les Néerlandais                                               |
| Guerre russo-turque de 1787-1792          |                               |                                                             | |
| Siège d'Otchakov                          | 1788                          | Otchakiv, Ukraine                                           | Victoire des Russes sur les Ottomans                                                               |
| Bataille de Focşani                       | 21 juillet 1789               | Focşani, Roumanie                                           | Victoire des Russes et des Autrichiens sur les Ottomans                                            |
| Bataille de Rimnik                        | 22 septembre 1789             | Râmnicu Sărat, Roumanie                                     | Victoire des Russes et des Autrichiens sur les Ottomans                                            |
| Guerre russo-suédoise de 1788-1790        |                               |                                                             | |
| Bataille de la baie de Vyborg             | 4 juillet 1790                | au large de Vyborg, Russie                                  | Victoire navale des Russes sur les Suédois                                                         |
| Bataille de Svensksund                    | 9-10 juillet 1790             | Kotka, Finlande                                             | Victoire navale décisive des Suédois sur les Russes                                                |
| Guerre russo-polonaise de 1792            |                               |                                                             | |
| Bataille d'Opsa (pl)                      | 26 mai 1792                   | Opsa, Biélorussie actuelle                                  | Issue incertaine                                                                                   |
| Bataille de Boruszkowce                   | 14 juin 1792                  | Borushkivtsi, Ukraine actuelle                              | Victoire des Russes sur les Polonais                                                               |
| Bataille de Mir                           | 11 juin 1792                  | Mir, Biélorussie actuelle                                   | Victoire des Russes sur les Polonais                                                               |
| Bataille de Zieleńce                      | 18 juin 1792                  | Zieleńce (pl), Ukraine actuelle                             | Victoire des Polonais sur les Russes                                                               |
| Bataille de Dubienka                      | 18 juillet 1792               | est de Lublin, Pologne                                      | Victoire des Polonais sur les Russes                                                               |
| Insurrection de Kościuszko                |                               |                                                             | |
| Bataille de Racławice                     | 4 avril 1794                  | Racławice, nord-est de Cracovie, Pologne                    | Victoire des Polonais sur les Russes                                                               |
| Bataille de Szczekociny                   | 6 juin 1794                   | Szczekociny, Pologne                                        | Victoire des Russes sur les Polonais                                                               |
| Bataille de Maciejowice                   | 10 octobre 1794               | Powiat de Garwolin, Pologne                                 | Victoire décisive des Russes sur les Polonais                                                      |
| Bataille de Praga                         | 4 novembre 1794               | Varsovie, Pologne                                           | Victoire des Russes sur les Polonais                                                               |
| Invasion perse de la Géorgie              |                               |                                                             | |
| Bataille de Krtsanisi                     | 8-11 septembre 1795           | près de Tbilissi, Géorgie                                   | Victoire des Perses sur les Géorgiens                                                              |

Pour les batailles des guerres de la Révolution, voir Batailles, guerres et évènements de la Révolution et du Premier Empire, Liste des batailles de la guerre de la Première Coalition et Liste des batailles de la guerre de la Deuxième Coalition.

## Afrique
| Bataille                                              | Date(s)        | Lieu                  | Résumé                                                          |
| ----------------------------------------------------- | -------------- | --------------------- | --------------------------------------------------------------- |
| Guerre entre les royaumes denkyira et ashanti         |                |                       |                                                                 |
| Bataille de Feyiase                                   | novembre 1701  | près de Kumasi, Ghana | Victoire décisive des Ashantis sur le Royaume Denkyira          |
| Guerre entre les Régences d'Alger et de Tunis de 1705 |                |                       |                                                                 |
| Bataille du Kef                                       | 8 juillet 1705 | Le Kef, Tunisie       | Victoire décisive de la régence d'Alger sur la régence de Tunis |

## Asie

### Moyen-Orient
| Bataille                                                    | Date(s)                     | Lieu          | Résumé                                           |
| ----------------------------------------------------------- | --------------------------- | ------------- | ------------------------------------------------ |
| ?                                                           |                             |               |                                                  |
| Bataille de Damghan                                         | 29 septembre-2 octobre 1729 | Damghan, Iran | Victoire des Perses sur les Afghans              |
| Campagne de l'émir Melhem contre les Métoualis du Liban-Sud |                             |               |                                                  |
| Bataille d'Ansar                                            | 1743                        | Ansar, Liban  | Victoire de l'Émirat chéhabite sur les Métoualis |

### Inde et Asie du Sud-Est
| Bataille                       | Date(s)           | Lieu                     | Résumé                                              |
| ------------------------------ | ----------------- | ------------------------ | --------------------------------------------------- |
| Invasion perse de l'Inde       |                   |                          |                                                     |
| Bataille de Karnal             | 24 février 1739   | Karnal, Inde             | Victoire décisive des Perses sur les Moghols        |
| Guerre de Sept Ans             |                   |                          |                                                     |
| Bataille de Plassey            | 23 juin 1757      | près de Calcutta, Inde   | Victoire des Britanniques sur les Bengalis          |
| Bataille de Wandiwash          | 22 janvier 1760   | près de Pondichéry, Inde | Victoire des Britanniques sur les Français          |
| ?                              |                   |                          |                                                     |
| Troisième bataille de Pânipat  | 14 janvier 1761   | Pânipat, Inde            | Victoire des Afghans sur les Marathes               |
| Conquête britannique de l'Inde |                   |                          |                                                     |
| Bataille de Buxar              | 6 novembre 1764   | Buxar, Bihar (Inde)      | Victoire décisive des Britanniques sur les Bengalis |
| Bataille de Pollilur           | 10 septembre 1780 | kanchipuram, Inde        | Victoire du Royaume de Mysore sur les Britanniques  |

## Amérique
| Bataille                             | Date(s)                        | Lieu                                     | Résumé                                                                         |
| ------------------------------------ | ------------------------------ | ---------------------------------------- | ------------------------------------------------------------------------------ |
| Guerre de l'oreille de Jenkins       |                                |                                          |                                                                                |
| Siège de Carthagène des Indes        | mars-mai 1741                  | Carthagène des Indes, Colombie           | Victoire décisive des Espagnols sur les Britanniques                           |
| Guerre de Sept Ans                   |                                |                                          |                                                                                |
| Bataille de la Monongahela           | 9 juillet 1755                 | Fort Duquesne (Pennsylvanie)             | Victoire des Français sur les Britanniques                                     |
| Bataille de Fort Oswego              | 10-14 août 1756                | Oswego (New York)                        | Victoire des Français sur les Britanniques                                     |
| Bataille de Fort William Henry       | 3 août 1757                    | Lake George (village de New York)        | Victoire des Français sur les Britanniques                                     |
| Bataille de Fort Carillon            | 8 juillet 1758                 | Fort Ticonderoga, État de New York       | Victoire des Français sur les Britanniques                                     |
| Siège de Louisbourg                  | 8 juin-26 juillet 1758         | Louisbourg, Canada                       | Victoire des Britanniques sur les Français                                     |
| Bataille de Fort Niagara             | 6-26 juillet 1759              | près de Youngstown, État de New York     | Victoire des Britanniques sur les Français                                     |
| Bataille de Beauport                 | 31 juillet 1759                | Beauport, Canada                         | Victoire des Français sur les Britanniques                                     |
| Bataille des plaines d'Abraham       | 13 septembre 1759              | Québec, Canada                           | Victoire décisive des Britanniques sur les Français                            |
| Bataille de Sainte-Foy               | 28 avril 1760                  | Québec, Canada                           | Victoire des Français sur les Britanniques                                     |
| Siège de La Havane                   | 6 juin-13 août 1762            | La Havane, Cuba                          | Victoire des Britanniques sur les Espagnols                                    |
| Guerre d'indépendance des États-Unis |                                |                                          |                                                                                |
| Bataille de Lexington et Concord     | 19 avril 1775                  | Comté de Middlesex (Massachusetts)       | Victoire des Américains sur les Britanniques                                   |
| Bataille de Bunker Hill              | 17 juin 1775                   | Charlestown (Massachusetts)              | Victoire difficile des Britanniques sur les Américains                         |
| Bataille de Québec                   | 30-31 décembre 1775            | Québec, Canada                           | Victoire des Britanniques sur les Américains                                   |
| Bataille de Trois-Rivières           | 8 juin 1776                    | Trois-Rivières, Canada                   | Victoire des Britanniques sur les Américains                                   |
| Bataille de Long Island              | 27 août 1776                   | Long Island, État de New York            | Victoire des Britanniques sur les Américains                                   |
| Bataille de Trenton                  | 26 décembre 1776               | Trenton (New Jersey)                     | Victoire des Américains sur les Britanniques                                   |
| Bataille de Princeton                | 3 janvier 1777                 | Princeton (New Jersey)                   | Victoire des Américains sur les Britanniques                                   |
| Bataille d'Oriskany                  | 6 août 1777                    | Oriskany, État de New York               | Victoire des Britanniques et des Iroquois sur les Américains                   |
| Bataille de Bennington               | 16 août 1777                   | Bennington (Vermont)                     | Victoire des Américains sur les Britanniques                                   |
| Bataille de Brandywine               | 11 septembre 1777              | Chadd's Ford, Pennsylvanie               | Victoire des Britanniques sur les Américains                                   |
| Bataille de Saratoga                 | 19 septembre 1777              | Comté de Saratoga (État de New York)     | Victoire décisive des Américains sur les Britanniques                          |
| Bataille de Germantown               | 4 octobre 1777                 | Germantown (Philadelphie) (Pennsylvanie) | Victoire des Britanniques sur les Américains                                   |
| Expédition de Penobscot              | 24 juillet-12 août 1779        | Baie de Penobscot (Maine)                | Victoire navale des Britanniques sur les Américains                            |
| Prise de Fort Bute                   | 7 septembre 1779               | Manchac (Louisiane)                      | Victoire des Espagnols sur les Britanniques                                    |
| Siège de Savannah                    | 16 septembre-18 octobre 1779   | Savannah (Géorgie)                       | Victoire des Britanniques sur les Américains et les Français                   |
| Bataille de Bâton-Rouge              | 20 septembre-21 septembre 1779 | Bâton-Rouge (Louisiane)                  | Victoire des Espagnols sur les Britanniques                                    |
| Bataille de Fort Charlotte           | 20 février-9 mars 1780         | Mobile (Alabama)                         | Victoire des Espagnols sur les Britanniques                                    |
| Bataille du cap Saint-Vincent        | 9 août 1780                    | Cap Saint-Vincent, Portugal              | Victoire navale des Espagnols sur les Britanniques                             |
| Bataille de Camden                   | 16 août 1780                   | Camden (Caroline du Sud)                 | Victoire des Britanniques sur les Américains                                   |
| Bataille de King's Mountain          | 7 octobre 1780                 | Blacksburg, Caroline du Sud              | Victoire des Américains sur les Britanniques                                   |
| Bataille de Cowpens                  | 17 janvier 1781                | Cowpens, Caroline du Sud                 | Victoire des Américains sur les Britanniques                                   |
| Bataille de Pensacola                | 9 mai 1781                     | Pensacola, Floride                       | Victoire des Espagnols sur les Britanniques                                    |
| Bataille de la baie de Chesapeake    | 5 septembre 1781               | Baie de Chesapeake                       | Victoire navale des Français sur les Britanniques                              |
| Bataille de Yorktown                 | 28 septembre-17 octobre 1781   | Yorktown (Virginie)                      | Victoire décisive des Américains et des Français sur les Britanniques          |
| Bataille des Saintes                 | 9-12 avril 1782                | Îles des Saintes                         | Victoire navale des Britanniques sur les Français                              |
| Siège de Gibraltar                   | 1779 - 1783                    | Gibraltar                                | Victoire des Britanniques sur les Espagnols et les Français                    |
| Guerres indiennes                    |                                |                                          |                                                                                |
| Bataille de la Wabash                | 4 novembre 1791                | Près de Fort Recovery (Ohio)             | Victoire des Miamis, des Shawnees et des Lenapes sur les Américains            |
| Révolution haïtienne (1791-1804)     |                                |                                          |                                                                                |
| Cérémonie du Bois-Caïman             | 14 août 1791                   | Bois-Caïman, Île de Saint-Domingue       | Massacre de colons par les insurgés noirs                                      |
| Bataille de la Croix-des-Bouquets    | 22 mars 1792                   | Croix-des-Bouquets, Haïti                | Victoire des insurgés noirs sur les colons                                     |
| Bataille de Morne Pelé               | janvier 1793                   | Quartier-Morin, Haïti                    | Victoire républicaine sur les insurgés noirs et les royalistes                 |
| Première bataille de la Tannerie     | 13 janvier 1793                | La Tannerie, Haïti                       | Victoire républicaine sur les insurgés noirs et les royalistes                 |
| Siège de Port-au-Prince (1793)       | 12 avril 1793                  | Port-au-Prince, Haïti                    | Victoire des commissaires sur les colons                                       |
| Bataille du Cap-français             | 20 juin 1793                   | Cap-Haïtien, Haïti                       | Victoire des commissaires, des insurgés noirs et des royalistes sur les colons |
| Bataille de Marmelade                | Été 1793                       | Marmelade, Haïti                         | Victoire espagnole sur les Français                                            |
| Siège de Fort-Dauphin (1794)         | 28 janvier 1794                | Fort-Liberté, Haïti                      | Victoire espagnole sur les Français                                            |
| Bataille de Tiburon (février 1794)   | 2 - 3 février 1794             | Tiburon, Haïti                           | Victoire britannique sur les Français                                          |
| Bataille de l'Acul                   | 19 février 1794                | L'Acul, Haïti                            | Victoire britannique et royaliste sur les républicains                         |
| Bataille de la Bombarde              | mars 1794                      | La Bombarde, Haïti                       | Victoire des colons allemands sur les Britanniques et les royalistes           |
| Bataille de Tiburon (avril 1794)     | 16 avril 1794                  | Tiburon, Haïti                           | Victoire britannique et royaliste sur les républicains                         |
| Bataille des Gonaïves                | 25 avril ou 5 mai 1794         | Les Gonaïves, Haïti                      | Victoire française sur les Espagnols                                           |
| Bataille de Port-Républicain         | 30 mai - 5 juin 1794           | Port-au-Prince, Haïti                    | Victoire britannique et royaliste sur les républicains                         |
| Bataille de Dondon (1794)            | 4 juillet 1794                 | Dondon, Haïti                            | Victoire française sur les Espagnols                                           |
| Deuxième bataille de la Tannerie     | 8 juillet 1794                 | La Tannerie, Haïti                       | Victoire espagnole sur les Français                                            |
| Bataille de Saint-Marc               |                                |                                          |                                                                                |
| Bataille de Léogane                  | 6 octobre 1794                 | Léogâne, Haïti                           | Victoire républicaine sur les Britanniques et les royalistes                   |
| Bataille de Saint-Raphaël            | 20 octobre 1794                | Saint-Raphaël et Saint-Michel, Haïti     | Victoire française sur les Espagnols                                           |
| Bataille de Trutier                  | 5 décembre 1794                | Trutier, Haïti                           | Victoire britannique sur les Français                                          |
| Bataille de Tiburon (décembre 1794)  | 24 décembre - 29 décembre 1794 | Tiburon , Haïti                          | Victoire républicaine sur les Britanniques et les royalistes                   |
| Première bataille des Verrettes      |                                |                                          |                                                                                |
| Expédition de Grande-Rivière         |                                |                                          |                                                                                |
| Bataille de Las Cahobas              | Début août 1795                | Lascahobas, Haïti                        | Victoire française sur les Espagnols                                           |
| Bataille de Mirebalais               | 1er juin 1795                  | Mirebalais, Haïti                        | Victoire britannique et royaliste sur les républicains                         |
| Deuxième bataille des Verrettes      | Fin août 1795                  | Verrettes, Haïti                         | Victoire républicaine sur les Britanniques et les royalistes                   |
| Bataille de Petite-Rivière           | août 1795                      | Petite Rivière de l'Artibonite, Haïti    | Victoire républicaine sur les Britanniques et les royalistes                   |
| Bataille de Dondon (1795)            | 14 octobre 1795                | Dondon, Haïti                            | Victoire républicaine sur les royalistes                                       |
| Bataille des Irois (1796)            | 7 août 1796                    | Les Irois, Haïti                         | Victoire britannique sur les Français                                          |
| Bataille de Jean-Rabel               | 15 et 21 avril 1797            | Jean-Rabel, Haïti                        | Victoire britannique sur les Français                                          |
| Bataille des Irois (1797)            | 20 - 24 avril 1797             | Les Irois, Haïti                         | Victoire britannique sur les Français                                          |
| Siège de Jacmel                      |                                |                                          |                                                                                |
| Bataille de la Ravine à Couleuvres   | 23 février 1802                | Lacroix, Saint-Domingue                  | Victoire républicaine sur Saint-Domingue                                       |
| Bataille de Kellola                  | février 1802                   | Port-de-Paix, Haïti                      | Victoire républicaine sur Saint-Domingue                                       |
| Bataille de Plaisance (1802)         | 5 mars 1802                    | Plaisance, Haïti                         | Victoire républicaine sur Saint-Domingue                                       |
| Siège de la Crête à Pierrot          | 4 - 24 mars 1802               | Petite Rivière de l'Artibonite, Haïti    | Victoire républicaine sur Saint-Domingue                                       |
| Siège de Port-au-Prince (1803)       | octobre 1803                   | Port-au-Prince, Haïti                    | Victoire des rebelles haïtiens sur les Français                                |
| Bataille de Vertières                | 18 novembre 1803               | Près de Cap-Haïtien, Haïti               | Victoire décisive des rebelles haïtiens sur les Français                       |